# ボルシア・ドルトムント
ボルシア・ドルトムント（Borussia Dortmund、ドイツ語発音: [boˈʁʊsi̯aː ˈdɔɐ̯tmʊnt]、正式名称:  Ballspielverein Borussia 09 e.V. Dortmund）は、ノルトライン＝ヴェストファーレン州ドルトムントを本拠地とするドイツのサッカークラブ。ドルトムント（独: Dortmund）もしくはBVB（ベーファウベー）とも表記される。ドイツサッカーリーグ機構（ブンデスリーガ）に所属する。
クラブのモットーは「Echte Liebe」（真実の愛）であり、試合に負けサポーターが罵声や怒号を浴びせることはなく、それらの行いはナンセンスとみなされる。また「たとえ試合に負けることがあっても私たちは鼓舞し続ける」という内容の応援歌がある。

## 概要

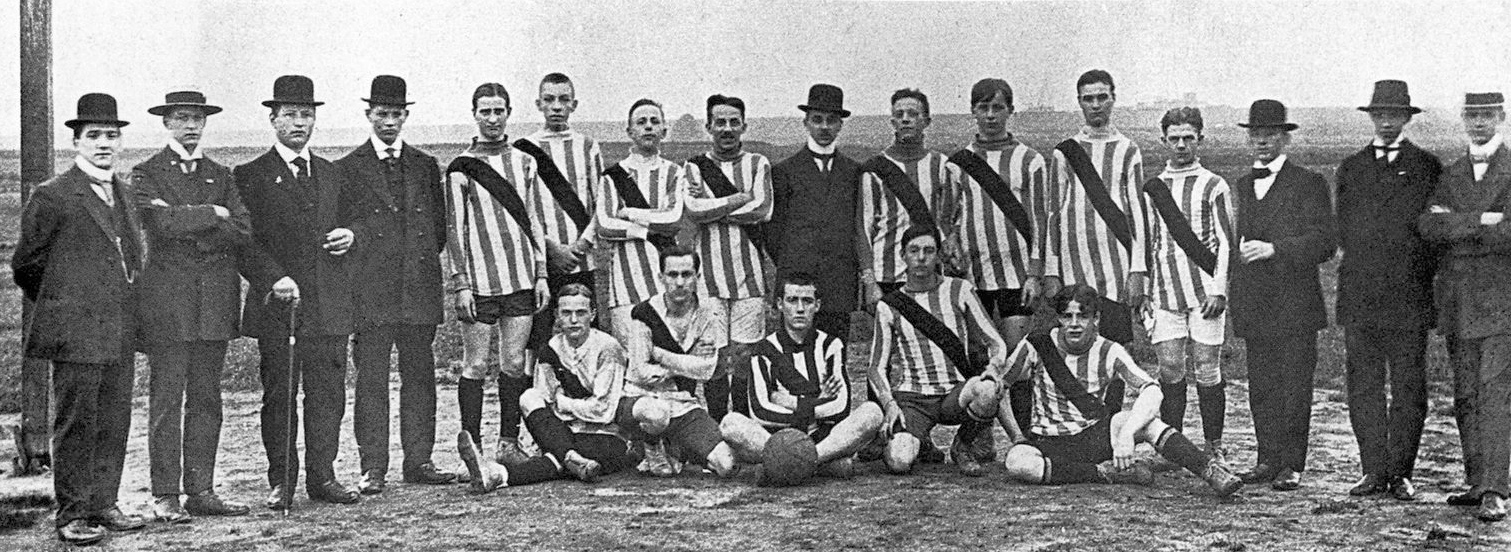
ボルシア・ドルトムント（1913年）

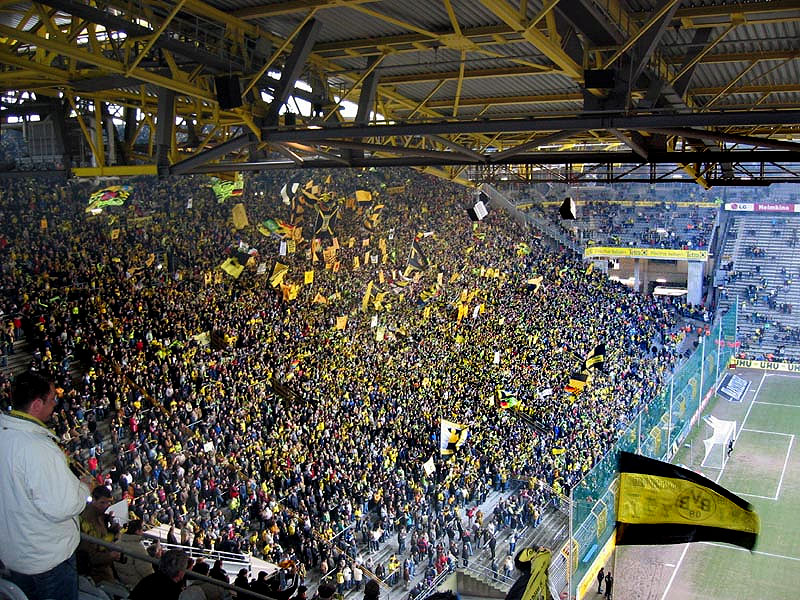
スタジアムの風景（ジグナル・イドゥナ・パルク）

ボルシア・ドルトムントは1909年12月19日（待降節聖日）にドルトムントの18名のサッカー選手によって創設された。これまでにドイツリーグを8回、DFBポカール（カップ戦）を3回、DFLスーパーカップを4回、UEFAチャンピオンズリーグを1回、UEFAカップウィナーズカップを1回、インターコンチネンタルカップを1回制している。1966年のカップウィナーズカップ制覇はドイツのクラブとして初の欧州タイトル獲得であった。
BVBは“バルシュピール・フェライン・ボルシア”（ボルシアの球技クラブ）の略である。“09”はクラブの創設年である1909年を表している。多くのファンは“BVB”にそれ以上の意味を見いだし、“ボルッセン・フォム・ボルシクプラッツ”（ボルシクプラッツからやって来たボルシアの選手たち）の略だという説も出回っている。ボルシクプラッツとはドルトムント北部にある広場で、BVBはこの広場に面した“ツム・ビルトシュッツ”というレストランで1909年12月19日に創設された。もとは1901年に当地のカトリック教会が、プロテスタント優勢のドルトムントで孤立しがちなカトリック信徒のポーランド移民の若者が地元に溶け込めるようにするために信徒会を作りスポーツ活動などを提供していた。やがてスポーツ活動を制限したい教会側と、サッカーに専念したい若者たちの間で対立が起こり、1909年のクリスマス前にツム・ビルトシュッツに集まった若者たちは信徒会からの脱退と新クラブ設立を決定した。
“ボルシア”(Borussia) はラテン語での「プロイセン」の意味で、ドルトムントがプロイセン王国に属していた（美術や文学で、この王国は“ボルシア”という名の女性としてよく描かれている。）こと、およびボルシクプラッツの近隣にあるボルシア醸造所の名称にちなむ。19世紀末から20世紀初めにかけては、ほかにも“ヴェストファリア”や“レナニア”、“ゲルマニア”など、地域の結束を示す名称を持つクラブが多数誕生した。
当初は青、白、赤がクラブカラーであった。“ブリタニア”、“レナニア”、“ドイチェ・フラゲ”という3つのスポーツクラブがBVBに加わり、第一次世界大戦前に現在の黒と黄のクラブカラーに変わった。
会員制のスポーツクラブであり、クラブの会員数は8万8千人を数え、ドイツのスポーツクラブとしては3番目の規模である。ドイツを代表するビッグクラブであり、世界的に人気の高いスポーツクラブである。
最も事業規模が大きいサッカー部門はブンデスリーガに属しており（2016年1月現在）、ドイツ国内ではバイエルン・ミュンヘンなどと並び人気のあるサッカークラブとなっている。サッカー以外では、女子ハンドボール部門、男子卓球部門がある。
1974年から、ヴェストファーレンシュタディオンでホームゲームを開催している。このスタジアムはドイツ最大で、2009-10シーズンのドルトムントの1試合当たりの平均観客動員数（76,780人）ならびにスタジアム観客入場率（約94%）は世界一である。チームカラーの黒色と黄色から、「die Schwarzgelben（黒と黄）」の愛称で呼ばれている。ホームスタジアムの名物はホーム側のゴール裏スタンドで、このスタンドだけで2万2千人を収容できる。ドルトムントがこのスタジアムで試合を行うと、この一角は黄色いユニフォームを纏ったサポーターで一杯となり、壮観な印象を作り出す。
長年のライバルはルール地方に本拠地を有するシャルケ04であり、この2クラブの対戦はルールダービーとして知られている。

### エンブレム

1945年–1964年
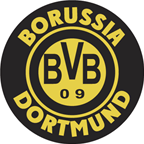
1964年–1974年
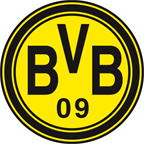
1974年–1976年、1978年–1993年
1993年–現在

## 歴史

### 創立期
1909年、教会が運営していた厳しいサッカークラブに飽き足りない青少年により創設された。ブンデスリーガ発足前の1955-56シーズンに初優勝し、1956-57シーズンには連覇も果たした。ブンデスリーガ発足後は1962-63シーズンに優勝し、 1965-66シーズンにはUEFAカップウィナーズカップも制した。ちなみに、旧西ドイツ国内では初めてUEFA主催の大会でのタイトル獲得でもあった。だが、1970年代に失速し、1971-72シーズンでブンデスリーガ2部へと降格した。1976年に2部で準優勝して1部復帰を果たしたものの、その後は中位を推移していた。

### 1990年代の躍進と国際舞台での活躍
ゲルト・ニーバウムが会長に就任したことでクラブに大きな変化が訪れた。海外のリーグへの適応に追われ疲弊したドイツ代表選手（シュテファン・ロイター、マティアス・ザマー、カール＝ハインツ・リードレなど）を次々に獲得して戦力を充実させ、バイエルン・ミュンヘンと毎年優勝争いを演じるようになり、チームはバイエルンの「最大のライバル」と呼ばれるようになった。
1990-91シーズンにはオットマー・ヒッツフェルトが監督に就任し、優勝争いを演じると、1992-93シーズンにはUEFAカップで決勝まで上り詰めた。しかし、ユヴェントスとの決勝戦ではロベルト・バッジョ、アンドレアス・メラーなどにゴールを許して大敗した。
1994-95シーズンに、ユヴェントスからメラーが加入したことで選手層が強化され、圧倒的な強さでリーグを制した。1995-96シーズンはユルゲン・コーラー、ルベン・ソサらを獲得。リーグ戦では連覇を果たした。
1996-97シーズン、ボスマン判決により、パウロ・ソウザ、ヴォルフガング・ファイアージンガー らEU圏の選手獲得が目立った。リーグ戦ではバイエルンに3連覇を阻まれたが、UEFAチャンピオンズリーグでは初優勝を果たした。チャンピオンズリーグでは前評判は高くなく、ユヴェントスとの決勝では不利と言われたが、3-1で勝利した。この試合の勝因として、スターティングメンバーが元ユヴェントスの選手で占められ、マルチェロ・リッピの戦術に親しんでしていたユルゲン・コーラーとパウロ・ソウザを擁していたこと、他の機会にユヴェントスとの対戦を繰り返していたこと、この試合で唯一の失点を許したアレッサンドロ・デルピエロがユヴェントスのスターティングメンバーから外れていたことなどが挙げられる。また、チャンピオンズリーグ決勝という舞台でヨーロッパカップ初出場したラース・リッケンが、途中出場のファーストタッチで豪快なミドルシュートを決めたことはサポーターの語り草となっている。

### 混乱と低迷
ドイツのクラブでは初めて株式上場を果たし、これによって大物選手獲得が可能になった。
1997-98シーズン、ヒッツフェルトは数人の主力の放出を含めたチームの刷新をクラブに望んでいたが、結局放出候補の主力選手は残留、ヒッツフェルトはスポーツディレクターに降格、新監督にネヴィオ・スカラが就任し、1997年にはトヨタカップも制したが、主力のザマーが選手生命に関わるほどの大怪我をしたことや大半の主力選手がピークを過ぎたこともあり、国内リーグでは低迷した。CLでは準々決勝でバイエルンとの対戦を制して準決勝へ進出したが、準決勝でレアル・マドリードに敗れた。
1998-99シーズン、ミヒャエル・スキッベが監督に就任したことで当時のクラブ史上最年少監督となった。ヨルク・ハインリヒをフィオレンティーナへ放出、クリスティアン・ネルリンガー、セルゲイ・バルバレス、デデ、トーマス・ヘスラーを獲得、シーズン途中よりイェンス・レーマンを獲得したが、既にチームは2チーム分のオーダーを組める陣容になっていた。これに起因する選手の不満が続出、シュテファン・クロスやシュテファン・フロイントなどはこれが原因でシーズン途中でチームを去っていった。最終的に4位に入りCL予備予選出場権を獲得。
1999-2000シーズン、クリスティアン・ヴェアンス、フレディ・ボビッチ、エヴァニウソン、ヴィクトル・イクペバを獲得。CL一次リーグ敗退、一次リーグ3位によりUEFAカップ戦に回るも敗退し、リーグ戦でも勝てなくなったことでスキッベを解任。ベルント・クラウスが監督に就任するも1勝も出来ずに途中で退任し、チームは2部降格の危機を迎えることになった。シーズン終盤には、監督にウド・ラテックが、ヘッドコーチにマティアス・ザマーがそれぞれ就任し、チームを立て直して1部残留に成功した。シーズン終了後にラテックは辞任した。

### 一瞬の栄光
2000-01シーズン、マティアス・ザマーが監督に就任。これによりザマーは、1998年に就任したミヒャエル・スキッベの最年少監督記録を更新し、クラブ史上最年少監督となった。監督に就任したザマーは、人員整理とチームの立て直しに着手する。長年チームの中心メンバーだったアンドレアス・メラーがライバルのシャルケ04へ移籍したが、サンデー・オリセーが加入、ヨルク・ハインリヒをフィオレンティーナから連れ戻すなどした。シーズン途中よりトマーシュ・ロシツキーが加入。チームの再建に成功し、3位というまずまずの成績で就任1年目を終了した。
2001-02シーズン、マルシオ・アモローゾ、ヤン・コレル、セバスティアン・ケールを補強して戦力アップが図られたことで、1995-96シーズン以来のリーグ優勝を果たす。CLでは一次リーグで敗退したが、3位に入ったことによりUEFAカップに参戦。決勝戦まで進出したものの、フェイエノールトに敗れて、UEFAカップウィナーズカップ、UEFAチャンピオンズリーグに続く3つ目の欧州のタイトルを逃した。また、この試合限りで現役引退したユルゲン・コーラーはレッドカードにより退場した。
2002-03シーズン、マルシオ・アモローゾが不振に陥ったことでチームも低調だったが、CL予備予選出場権を獲得。CLでは一次リーグ最下位で敗退し、リーグ戦ではブンデスリーガに専念したバイエルンに連覇を阻まれ3位に終わった。
2003-04シーズン、守護神のイェンス・レーマンをアーセナルへ放出。CL予備予選は敗退、リーグ戦でも低調なパフォーマンスによって、最終的にCL出場権を逃した。レーマンの放出に端を発した一連の出来事によって、クラブ経営が火の車であることが明るみに出た。ザマーは監督を退任し古巣VfBシュトゥットガルトの監督に就任した。シーズン終了後シュテファン・ロイター、ハイコ・ヘルリッヒが現役引退。その後、クラブは経済的な危機を迎える事となる。

### 経営危機
21世紀に入るとクラブの株式を上場する経営戦略が裏目に出て巨額の損失を抱え込み、2004-05シーズン途中には債務超過による破綻寸前にまで追い込まれ、€120,000,000と言われる借金を残し、ゲルト・ニーバウム会長、現場最高責任者のミヒャエル・マイヤーがクラブを去ることとなった。
2006年になってホームスタジアムの命名権売却に至る。各金融機関へ融資を頼み込むなどして財政は上向き、増資を株主総会で発表できる状態になった。その間、優秀な若手選手が下部組織から出てきており、それなりに新しい方向を見いだし始めている。
しかし、低迷期にあっても数多くのサポーターがドルトムントに対する情熱を保ってスタジアムに通い、スタンドからの声援でドルトムントを後押しした。

### 再建へ

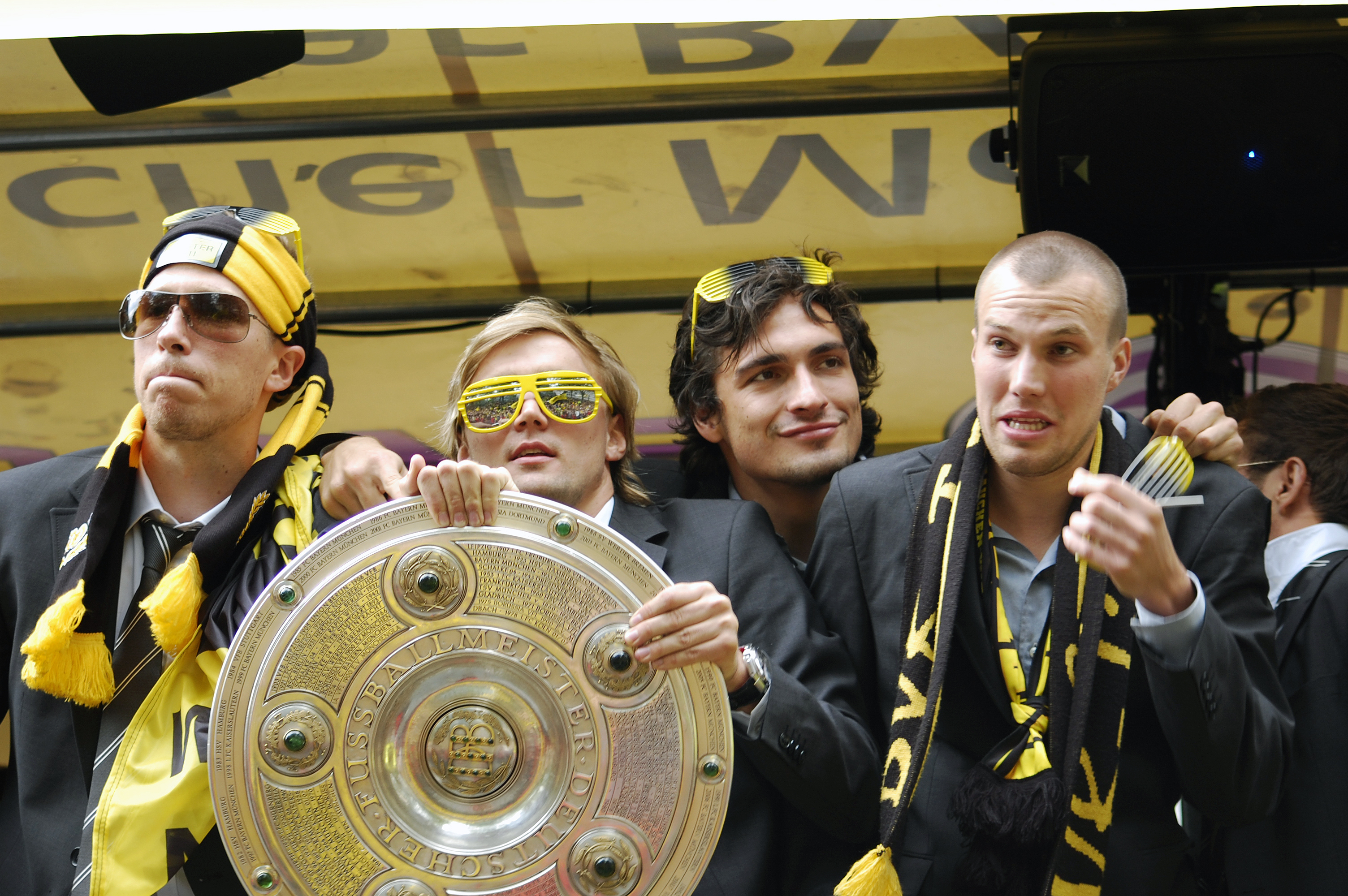
2011年、ブンデスリーガの優勝を祝う選手たち

クラブの経営危機により前任者らは去ったが、クラブに残ったミヒャエル・ツォルクや、CEOに就任したハンス・ヨアヒム・ヴァツケらが中心となって経営再建を進めることになった。また、2008年に引退したラーシュ・リッケンがユースチームを担当し、チームは若手育成中心の体制となった。
2006-07シーズン、トマーシュ・ロシツキーをアーセナルへ、ヤン・コレルをASモナコへ放出。リーグ戦での不振によりファン・マルワイクは前半戦終了を待たずに解任された。最終的に9位で終えるも一時は残留争いに巻き込まれた。
2007-08シーズンはDFBポカールで準優勝しUEFAカップの出場権を得たものの、国内リーグでは1999-2000シーズン以来の二桁順位となる低迷が続いたが、平均観客動員はブンデスリーガで1位、欧州主要リーグ全体でもレアル・マドリードやマンチェスター・ユナイテッドFCに続く3位となる7万3000人弱を記録している（ホームスタジアムの最大観客数8万3000人）。シーズン限りでクリスティアン・ヴェアンスが現役引退。
2008年夏、1.FSVマインツ05を躍進させたユルゲン・クロップ監督を招聘した。新加入のDFネヴェン・スボティッチがブレイクを果たし、リーグ2位の37失点と鉄壁を誇った守備陣を支えた。25節から7連勝で順位を上げ、UEFAヨーロッパリーグ出場権まであと一歩の6位に入った。ホームでは8勝9分と無敗で、シーズンを通しての敗戦数5はリーグ最少だった。
2008-09シーズン終了後にFWアレクサンダー・フライが母国のFCバーゼルに復帰したが、CSDコロコロで36試合出場34得点を挙げたパラグアイ代表FWルーカス・バリオスを獲得するなど、戦力維持に努めた。
2010年夏、エクストラクラサ・レフ・ポズナン所属の得点王ロベルト・レヴァンドフスキやセレッソ大阪所属のJ2得点王香川真司など各リーグで得点力の高かった選手らを獲得。レヴァンドフスキや香川をはじめイルカイ・ギュンドアン、ケヴィン・グロスクロイツ、マリオ・ゲッツェらがブレイクし主力の多くが23歳以下、スタメンの平均年齢が22～24歳という若いチームが完成、その勢いで序盤から安定的に勝ちを積み重ねたチームは2010-11シーズン前半戦終了時点でブンテスリーガ史上第2位となる勝ち点43を達成し首位で折り返し、圧倒的な強さで9シーズンぶり7度目の優勝を飾った。

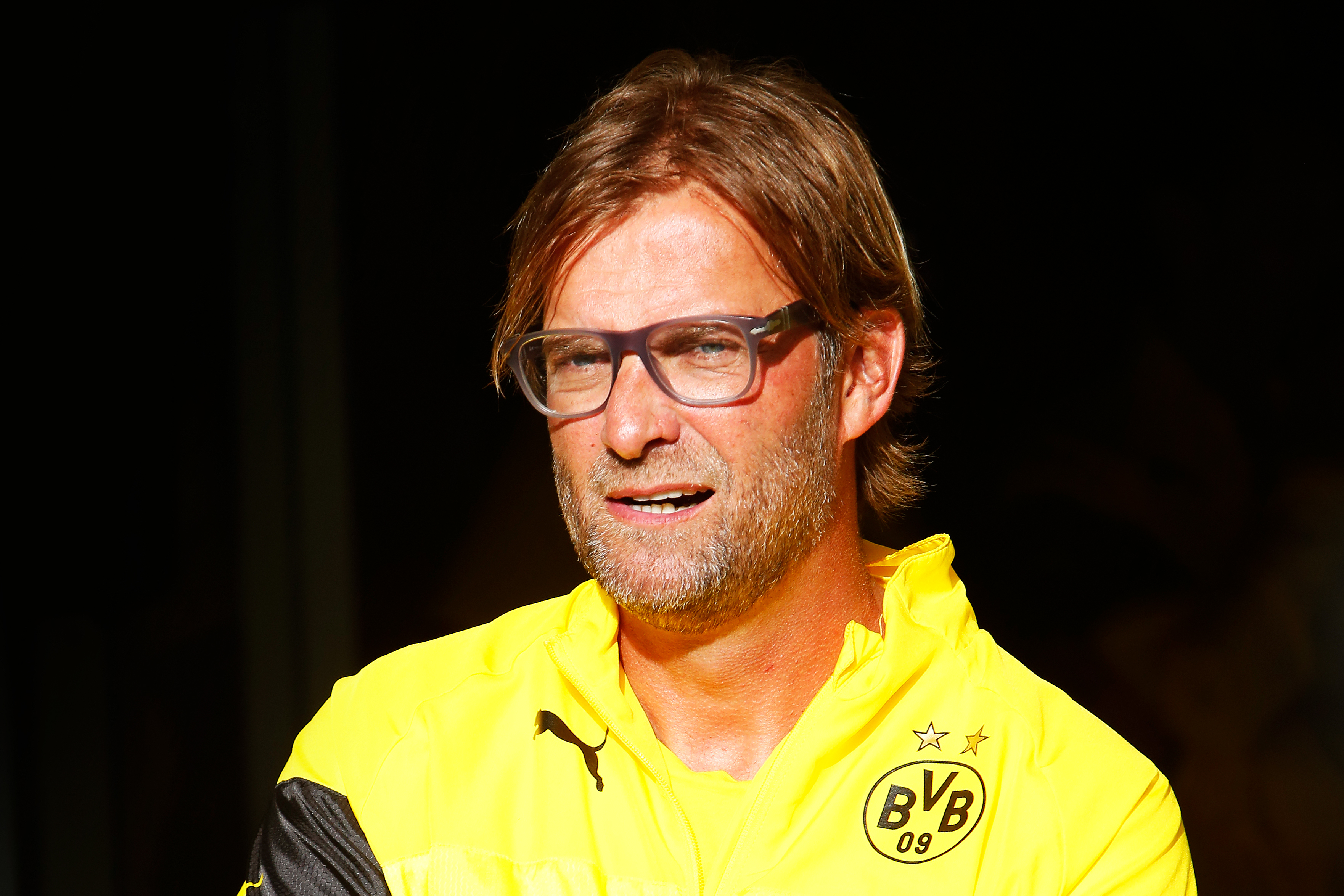
2008年から2015年まで監督を務めたユルゲン・クロップ

2011年11月のチームの収支報告では、収入は前のシーズンの1億100万ユーロから大きく増えて1億5000万ユーロに、利益はチーム史上最高額の950万ユーロを記録した。一時は1億4000万ユーロ近くまで膨れ上がった負債額も、5600万ユーロと大幅に減らしている。
2011-12シーズン、チャンピオンズリーグはグループ最下位で敗退、リーグ戦も低調なスタートとなるも、その後はブンデスリーガ新記録となるリーグ戦28試合無敗・勝ち点81を記録し、優勝を争うバイエルン・ミュンヘンとの直接対決を香川の活躍で2戦2勝と制するなど圧倒的な強さを見せ、2シーズン連続8回目の優勝を達成した。さらに、DFBポカール決勝でもバイエルンを破りクラブ創設史上初の国内2冠を達成した。
2012-13シーズン、前年度の二冠達成メンバーの主力であった香川真司がマンチェスター・ユナイテッドのアレックス・ファーガソンに獲得されたことにより空いた穴を、マルコ・ロイスを獲得して埋めたがリーグではバイエルンの独走優勝を許し3連覇を逃し、DFBポカールも準決勝で敗退してしまった。一方でチャンピオンズリーグは、グループリーグでレアル・マドリード、マンチェスター・シティといった強豪と同組となるもグループ1位で突破。決勝トーナメントでも準決勝でレアル・マドリードを下し決勝に進出するも、決勝でバイエルンに敗れ16シーズンぶりのCL制覇を逃しチームは3シーズンぶりの無冠に終わってしまった。
2013-14シーズン、マリオ・ゲッツェがバイエルンに移籍したが、シャフタール・ドネツクでリーグ得点王となったアルメニア代表MFヘンリク・ムヒタリアン、ASサンテティエンヌからガボン代表FWピエール＝エメリク・オーバメヤンを獲得した。リーグでは前年に引きつづき2位。UEFAチャンピオンズリーグ 2013-14では、決勝トーナメントに進出するも、準々決勝でレアル・マドリードに1勝1敗、2戦合計2-3で敗れ、ベスト8敗退となった。
2014-15シーズン、バイエルン二冠のため、ドルトムントがリーグ2位として出場したDFLスーパーカップでは2-0で勝利した。ロベルト・レヴァンドフスキがバイエルンに移籍したが、トリノFCからセリエA2013-14シーズン得点王のチーロ・インモービレ、ヘルタからアドリアン・ラモスを獲得し、マンチェスター・ユナイテッドから香川真司が2シーズン振りに復帰した。対戦相手に戦術が研究され尽くしたことや、放出したレヴァンドフスキの穴を埋められず、新戦力が軒並み不振に陥ったことで、リーグ戦では前半戦を最下位で折り返すなど混迷を極め、シーズン途中にしばしばクロップの解任論が出ていた。しかし、ウインターブレイク後の後半戦から、右サイドのオーバメヤンをCFにコンバートし、右サイドにムヒタリアン、左サイドにロイス、中央に香川を配置したファンタスティック4の攻撃陣が機能して、チームは息を吹き返して徐々に順位を上げていく。シーズン中の2015年4月15日、本拠地であるジグナル・イドゥナ・パルクで記者会見を開き、ユルゲン・クロップ監督の今季限りでの退任を発表した。クロップとの契約は2013年10月の時点で、期間を2018年まで延長していたが、今季の状況を受けハンス・ヨアヒム・ヴァツケ (CEO) などと会談、最終的にそれを途中解除の形での辞任となった。後半戦での最下位からのV字回復によって最終的にリーグ戦は7位に終わり、CL出場権は逃したもののEL出場権を獲得。チャンピオンズリーグでは決勝トーナメント初戦でユヴェントスに合計スコア1-5で敗れベスト16で敗退した。DFBポカールでは、準決勝でバイエルンをPK戦の末に破って決勝進出するものの、ヴォルフスブルクに敗れて優勝を逃した。シーズン終了後にセバスティアン・ケールが現役引退。
クロップは、2008年にドルトムントの監督に就任して以降、「ゲーゲンプレッシング」と呼ばれる特徴的なプレッシングと選手の平均年齢が若いことを踏まえ、走力と速度を活かす戦術を創りあげ、その結果、7年間で3つのタイトル（ブンデス2度、ポカール1度）を得る結果をもたらすなど、チームの｢復興｣を印象づける功労者といえる存在だった。しかし、クラブの厳しい財政事情により、成長し活躍する選手を強豪チームに売却するというクラブの方針から、チームのやりくりには都度工夫を強いられた。
2015-16シーズンより元1.FSVマインツ05監督トーマス・トゥヘルが監督に就任した。契約期間は2015年7月1日より3年間。昨シーズン後半戦に活躍した主力選手の多くが残留した。移籍市場ではゴンサロ・カストロ、ユリアン・ヴァイグル、アドナン・ヤヌザイらを獲得した。また、昨年まではゲーゲンプレスをベースにしていたが、4-3-3をベースに4-2-3-1、4-4-2、3バックなどさまざまなシステムを使用した。UEFAヨーロッパリーグでは、決勝ラウンドでポルト、トッテナムを下し躍進をしたが、ベスト8でユルゲン・クロップ率いるリヴァプールに敗退。
2016-17シーズン、夏の移籍市場ではフンメルス、ギュンドアン、ムヒタリアンといった主力が移籍した。一方でセバスティアン・ローデ、マルク・バルトラ、マリオ・ゲッツェ、アンドレ・シュールレを獲得した。加えてラファエル・ゲレイロ、ウスマン・デンベレ、エムレ・モルといった若い選手も補強した。2017年4月12日、チャンピオンズリーグの試合の前に発生した爆発事件によってDFマルク・バルトラが負傷する事態に見舞われるも香川真司の活躍もあってASモナコを相手に2-3と健闘を見せたが敗退した。DFBポカール優勝もトゥヘル監督は2016-17シーズンをもって退任した。
2017-18シーズンは元アヤックス監督のピーター・ボスが監督に就任した。夏の移籍市場ではマフムド・ダフード、エメル・トプラク、マクシミリアン・フィリップらを獲得した。2月4日、ライプツィヒ戦で、相手クラブや幹部らを侮辱する垂れ幕が、ドルトムントサポーターにより大量に掲げられた。これによりドイツ連盟は、18日ホームでのヴォルフスブルク戦でスタンド全体の無観客試合と罰金10万ユーロを科して、クラブ側が受け入れを発表した。序盤は好スタートをきったものの徐々に失速し、ボス監督が成績不振により解任。後任には前ケルン監督のペーター・シュテーガーが就任した。就任時には8位だったクラブを4位へ押し上げ、UEFAチャンピオンズリーグ 2018-19の出場権を獲得し、シーズン終了後に退任した。
2018-19シーズンよりリュシアン・ファーヴルが監督に就任した。夏の移籍市場ではトーマス・デラネイ、アブドゥ・ディアロ、マリウス・ヴォルフ、アクラフ・ハキミ、アクセル・ヴィツェルなどを獲得した。ヴィツェル、ディアロら新戦力が早々とチームにフィットして守備が安定、また攻撃もトップ下で新境地を開拓した主将ロイスを中心に、途中出場から驚異的なペースで得点を重ねるパコ・アルカセルや期待の若手ウインガーのジェイドン・サンチョがブレイクし、攻守が噛み合ったチームは15勝3分1敗の首位でリーグを折り返し、チャンピオンズリーグでもアトレティコ・マドリードに4-0で勝利するなどしてグループステージを首位通過と前半戦は好成績を残した。冬の移籍市場では香川真司をベシクタシュへレンタルし、クリスチャン・プリシッチのチェルシーへの完全移籍が決定した。後半戦も勢いを保っていたが、2月5日のDFBポカールラウンド16・ヴェルダー・ブレーメン戦でロイスが負傷して1ヶ月間離脱する間に、リーグでは3戦連続引き分け、CLはラウンド16でトッテナムに0-3で敗れるなど一転して全く勝てなくなった。ロイス復帰後も他の故障者が増えてパフォーマンスが落ち、CLも敗退し、リーグも第28節のバイエルン戦に0-5で完敗すると、直後のルールダービーも敗れて2位となり、そのまま2位でシーズンを終えた。
2019-20シーズン、夏の移籍市場ではマッツ・フンメルスが3年ぶりに復帰した他、トルガン・アザール、ユリアン・ブラント、ニコ・シュルツといった国内の有望な若手を獲得し大型補強を展開。一方ディアロをパリ・サンジェルマンへ、ローデをフランクフルト、シュールレをスパルタク・モスクワに放出した。冬の移籍市場ではエムレ・ジャンの他、レッドブル・ザルツブルクでブレイクを果たしたアーリング・ハーランドを獲得した。CLはグループステージでバルセロナ、インテルが同居する「死の組」を引いたがインテルを上回って2位で通過。ラウンド16でPSGと対戦。ホームでの1stレグをハーランドの2得点で2-1で勝利したが、アウェーでの2ndレグで0-2と敗戦。2戦合計で2-3と逆転され敗退した。
2021-22シーズンよりマルコ・ローゼが監督に就任。しかし、それでもバイエルンとの差は縮まらず、無冠に終わりローゼは1年でドルトムントを追われた。
2022-23シーズン、ハーランドがマンチェスター・シティへ移籍。宿敵バイエルンの失速もありリーグ首位で最終節を迎えた。勝てば優勝であったがまさかの引き分けに終わり得失点差でバイエルンの11連覇を許してしまった。スタンドを埋め尽くしたファン・サポーターから、試合終了後も悲願のリーグ制覇を成し遂げられなかった選手たちを鼓舞する大きな拍手とチャントが鳴り響いた。
2024年1月9日、クラブが財政破綻していた2005年からCEOに就任し財政状況を立て直したハンス＝ヨアヒム・ヴァツケCEOが2025年を以って退任することが発表された。
2023-24のUEFAチャンピオンズリーグではPSG、ACミラン、そして久々のチャンピオンズリーグ出場となったニューカッスル・ユナイテッドが合間見える死の組に参戦し、パルク・デ・プランスで行った第1節はPSGに0-2での敗北を喫し続く2節のACミラン戦では0-0のスコアレスドローに終わったが、3節のニューカッスル・ユナイテッド戦では1-0での勝利、さらに4、5節のミランとニューカッスルとのリターンマッチではどれも勝利を収め、死の組での3連勝を記録し他のクラブに比べて一歩早く決勝トーナメント参加が決まった。消化試合となったPSG戦では1-1での引き分けに終わり、死の組での1位通過を収めた。決勝トーナメントに入ると、PSVアイントホーフェンとのラウンド16の試合となるが、1stlegで1-1の引き分けとなるが、続く2ndlegでは新加入選手ジェイドン・サンチョのゴールもあり、0-2で勝利。そして準々決勝はスペイン勢のアトレティコ・マドリードと戦うことが決定した。2ndlegは1-2と惜しくも敗戦したが、ホームで行う2ndlegでは4-2の大逆転劇を巻き起こし、合計5-4で勝利したことで11シーズンぶりのベスト4となった。さらに準決勝にてPSG相手に合計スコア2-0で勝利し、11季ぶりに決勝進出を果たした。しかし、決勝ではレアル・マドリードに0-2で敗戦。1996-97シーズン以来となるCL制覇とはならなかった
2024-25シーズンよりクラブOBでありアシスタントコーチだった、ヌリ・シャヒンが監督に就任した。夏の移籍市場ではニクラス・フュルクルクをウェストハムへ、レンタルでセバスティアン・ハラーをレガネスへ、ユスファ・ムココをニースへ、サリフ・エズジャンをヴォルフスブルクへ放出した。一方、ブライトンからパスカル・グロスを、ホッフェンハイムから昨季16ゴール取ったマクシミリアン・バイアーを、昨季2位と躍進したシュツットガルトから主将のヴァルデマール・アントン、28ゴールを挙げて得点ランキング2位となったセール・ギラシを、マンチェスターシティから買取義務付きレンタルでヤン・コウトをそれぞれ獲得した。

## タイトル

### 国内タイトル
- ブンデスリーガ：5回 
  - 1994-95, 1995-96, 2001-02, 2010-11, 2011-12

- DFBポカール：5回
  - 1964-65, 1988-89, 2011-12, 2016-17, 2020-21

- DFLスーパーカップ：6回
  - 1989, 1995, 1996, 2013, 2014, 2019

- ドイツ・サッカー選手権：3回
  - 1955-56, 1956-57, 1962-63

- フジカップ：2回
  - 1991, 1993

- オーバーリーガ・ヴェスト：6回
  - 1947-48, 1948-49, 1949-50, 1952-53, 1955-56, 1956-57

- ヴェストファリアカップ / ヴェストドイツカップ：1回
  - 1947

### 国際タイトル
- UEFAチャンピオンズリーグ：1回 
  - 1996-97
- UEFAカップウィナーズカップ：1回 
  - 1965-66
- トヨタカップ：1回
  - 1997

## 現所属メンバー
ドイツ・ブンデスリーガ2023-2024 主要フォーメーション（4-2-3-1）
2025年2月3日現在
注：選手の国籍表記はFIFAの定めた代表資格ルールに基づく。
| No. | Pos. |                | 選手名                         |
| --- | ---- | -------------- | ------------------------------ |
| 1   | GK   | スイス         | グレゴール・コベル (副主将)    |
| 2   | DF   | ブラジル       | ヤン・コウト                   |
| 3   | DF   | ドイツ         | ヴァルデマール・アントン ()    |
| 4   | DF   | ドイツ         | ニコ・シュロッターベック       |
| 5   | DF   | アルジェリア   | ラミ・ベンセバイニ ★           |
| 6   | MF   | トルコ         | サリフ・エズジャン ()          |
| 7   | MF   | アメリカ合衆国 | ジョヴァンニ・レイナ           |
| 8   | MF   | ドイツ         | フェリックス・ヌメチャ () ()   |
| 9   | FW   | ギニア         | セール・ギラシ ()              |
| 10  | MF   | ドイツ         | ユリアン・ブラント             |
| 13  | MF   | ドイツ         | パスカル・グロス               |
| 14  | FW   | ドイツ         | マクシミリアン・バイアー       |
| 16  | FW   | ベルギー       | ジュリアン・デュランビル () () |
| 17  | MF   | イングランド   | カーニー・チュクエメカ () ()   |

| No. | Pos. |                | 選手名                       |
| --- | ---- | -------------- | ---------------------------- |
| 20  | MF   | オーストリア   | マルセル・ザビッツァー       |
| 23  | MF   | ドイツ         | エムレ・ジャン ()            |
| 24  | DF   | スウェーデン   | ダニエル・スヴェンソン       |
| 25  | DF   | ドイツ         | ニクラス・ジューレ           |
| 26  | DF   | ノルウェー     | ユリアン・リエルソン () ★    |
| 27  | FW   | ドイツ         | カリム・アデイェミ ()        |
| 31  | GK   | ドイツ         | ジラス・オシュトルツィンスキ |
| 33  | GK   | ドイツ         | アレクサンダー・マイヤー     |
| 35  | GK   | ポーランド     | マルセル・ロトカ ()          |
| 37  | FW   | アメリカ合衆国 | コール・キャンベル ()        |
| 38  | MF   | ドイツ         | キェル・ベッチェン           |
| 39  | DF   | イタリア       | フィリッポ・マネ ()          |
| 43  | FW   | イングランド   | ジェイミー・ギッテンス () ★  |

※括弧内の国旗はその他の保有国籍を、星印はEU圏外選手を示す。

### ローン移籍
in
注：選手の国籍表記はFIFAの定めた代表資格ルールに基づく。
| No. | Pos. |              | 選手名                                |
| --- | ---- | ------------ | ------------------------------------- |
| 2   | DF   | ブラジル     | ヤン・コウト (マンチェスター・シティ) |
| 17  | MF   | イングランド | カーニー・チュクエメカ (チェルシー)   |

| No. | Pos. |              | 選手名                                |
| --- | ---- | ------------ | ------------------------------------- |
| 24  | DF   | スウェーデン | ダニエル・スヴェンソン (ノアシェラン) |

out
注：選手の国籍表記はFIFAの定めた代表資格ルールに基づく。
| No. | Pos. |          | 選手名                              |
| --- | ---- | -------- | ----------------------------------- |
| --  | GK   | ドイツ   | ディアント・ラマイ (コペンハーゲン) |
| --  | DF   | スペイン | ギジェ・ブエノ (ダルムシュタット)   |
| --  | DF   | フランス | スマイラ・クリバリ (ブレスト)       |

| No. | Pos. |                  | 選手名                              |
| --- | ---- | ---------------- | ----------------------------------- |
| --  | FW   | コートジボワール | セバスティアン・ハラー (ユトレヒト) |
| --  | FW   | ドイツ           | ユスファ・ムココ (ニース)           |